# Stausee Niederried
Der Stausee Niederried oder Niederriedsee ist ein Stausee an der Aare im Schweizer Kanton Bern. 

## Geografie
Der Stausee Niederried befindet sich zwischen der Stadt Bern und dem Bielersee auf dem Gemeindegebiet von Radelfingen, Kallnach (Niederried, Golaten), Wileroltigen und Mühleberg. Der Seespiegel liegt auf 461 m ü. M. Mit einer Wasserfläche von 154 Hektaren ist er deutlich kleiner als der im Oberlauf liegende Wohlensee.

## Geschichte
Angelegt wurde der Stausee im Jahr 1913 durch den Bau der Wehranlage für das Wasserkraftwerk Kallnach. 1963 wurde das Wehr für den Bau des Wasserkraftwerks Niederried-Radelfingen erneuert.

## Natur
Die im Stausee Niederried am häufigsten gefangenen Fischarten sind Äschen, Rotaugen, Brachsmen, Hecht und Egli.
Der Stausee Niederried bildet ein Naturschutzgebiet von nationaler Bedeutung, in welchem gegen 10'000 Wasservögel überwintern. Das Gebiet beherbergt acht Pflanzen- und 77 Tierarten, die auf der Roten Liste gefährdeter Arten der Schweiz aufgeführt sind.